# Танель Падар
Та́нель Па́дар (ест. Tanel Padar; нар. 27 жовтня 1980, Хальяла, Раквереський район, Естонська РСР) — естонський рок-музикант і поп-співак, в дуеті з Дейвом Бентоном переміг в конкурсі пісні Євробачення 2001 в Копенгагені.

## Біографія і творчість
Навчався грі на кларнеті і саксофоні, співав у церковному та дитячому хорі, а також у хорі хлопчиків, захоплювався народною музикою і спортивними танцями.
Став творцем ансамблю «Speed free», що випустив свій перший диск «Woman Knows» в травні 2001 року. Усі пісні для ансамблю Падар писав сам.
Після спільної з Дейвом Бентоном перемоги в конкурсі Євробачення-2001 стає одним з найпопулярніших рок-музикантів Естонії. На конкурсі Бентон та Падар виконували пісню «Everybody», у виступі брала участь також гурт «2XL».
У 2003 році створив ансамбль «The Sun», з яким в 2006 році отримав в Естонії призи в 5 з 15 категорій, в тому числі приз «Найкращий альбом» року та «Найкращий ансамбль року».
Один з двох ведучих Eesti otsib superstaari третього сезону.

## Дискографія
- The Greatest Hits (2005)
- Veidi valjem kui vaikus (2005)
- 100 % Rock'n'roll (2006)
- The Sun Live 2006 (2007)
- Veidi valjem kui vaikus II (2007)
- Here Comes The Sun (2008)
- Unisex (2008)
- Ring (2010)